# Karen Shire
Karen Shire (* 1959 in Boston) ist eine US-amerikanische Soziologin, die als Professorin an der Universität Duisburg-Essen in Duisburg lehrt.

## Leben
Shire erwarb 1981 den B.A.-Titel (Hauptfächer Soziologie und Politologie) am Boston College und 1984 den M.A.-Titel (Hauptfach Soziologie) an der University of Wisconsin–Madison. Von 1984 bis 1986 studierte sie an der Universität Hannover (zur Vorbereitung auf die Promotion insbesondere deutsche Politik und Geschichte). Von 1986 bis 1990 studierte sie wieder an der University of Wisconsin-Madison und promovierte (Ph.D.) ebendort im Fach Soziologie.
Von 1991 bis 1996 war Shire Assistenz-Professorin und von 1996 bis 1999 Associate Professor für Soziologie an der International Christian University in Tokio, Japan. Während dieser Zeit war sie auch (von 1994 bis 1997) Forschungs-Fellow an der australischen University of New South Wales. Von 1999 bis 2005 war Shire Professorin (C 3) für Soziologie und Japan-Studien an der damaligen Gerhard-Mercator Universität Duisburg (dazu kamen Gastprofessuren an der Universität Tokio und am Max-Planck-Institut für Gesellschaftsforschung in Köln). Seit 2005 ist Shire ordentliche Professorin für Soziologie und Japan-Studien an der Universität Duisburg-Essen, seit 2008 Gastprofessorin an der School of East Asian Studies, University of Sheffield, Großbritannien, seit 2017 Mitglied der Fakultät, International Max Planck Research School on the Social and Political Constitution of the Economy. Sie war Gastprofessorin an der Hansa Wissenschaftskolleg, der Collegio Carlo Alberto, die Global Center of Excellence on Social Stratification and Social Mobility der Tohoku-Universität und am Institute of Social Sciences, University of Tokyo. Von 2016 bis 2018 war sie Specially Appointed Professor am Institute for Global Leadership der Ochanomizu Womens University, Tokio, Japan. Von 2017 bis 2018 war sie Fellow am Zentrum für Interdisziplinäre Forschung der University Bielefeld in der Arbeitsgruppe „In Search of Global Labor Markets.“ Sie hat die DFG Graduierten Kolleg 1619 „Risk und East Asia“ in 2009 etabliert und ist seit April 2024 Ko-Sprecherin der DFG Graduierten Kolleg 2951 „Cross-Border Labor Markets.“ Seit April 2022 ist sie Prorektorin für Universitätskultur, Diversität und Internationales an der Universität Duisburg-Essen im Rektorat von Barbara Albert. Karen Shire ist im Auswahlausschuss des Feodor Lynen Forschungsstipendium der Alexander von Humboldt-Stiftung und in Wissenschaftliches Beirat des Instituts für Arbeit und Berufsforschung des Bundesagentur für Arbeit.

## Forschung
Ihr Hauptinteresse liegt auf der vergleichenden Gesellschaftsforschung. Weitere Felder ihrer Forschung beziehen sich auf die Transnationalisierung von Arbeitsmärkten in Europa sowie Asien. Ebenso forscht sie zu Themen der Geschlechterforschung.

## Weblink
- Karen Shire auf der Homepage der Universität Duisburg-Essen mit Liste ihrer Publikationen und ihrer aktuellen Forschungsprojekte